# 曼努埃尔一世 (葡萄牙)

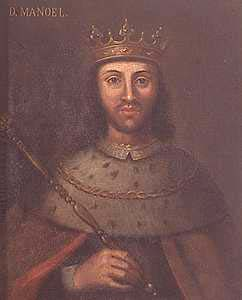
葡萄牙國王曼努埃尔一世

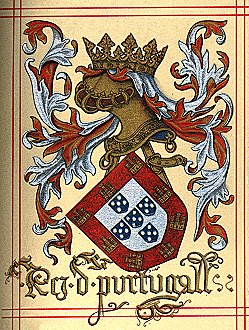
曼努埃尔一世徽章

曼努爾一世（葡萄牙語：Manuel I；1469年5月31日—1521年12月13日），葡萄牙和阿爾加維國王，1495年－1521年在位。
母親為葡萄牙國王若昂一世之孫女。曼努埃爾一世的父親曾是皇位繼承人，他被封為貝雅公爵。堂兄若昂二世死後無合法兒子，他因而被貴族們選中繼位。
曼努埃尔一世幸運地繼承了若昂二世為葡萄牙建立的航海事業，坐享其努力的成果，所以被稱為“幸運兒”。在位其間他將葡萄牙變成在東方的海上貿易帝國。
1497年他為了迎娶西班牙王儲伊莎貝爾，下令強迫國內的猶太人改宗天主教，因為公主本人強烈仇視異教的猶太教。壓迫猶太人之後，公主如約下嫁曼努埃尔，卻不幸在1498年難產死去，誕下的王子米格爾也在1500年3歲早夭，讓曼努埃尔統一葡萄牙和西班牙的雄心壯志變為泡影。
1498年，達·伽馬（1460年－1524年12月24日）繞過好望角，到達了印度。
1500年，佩德羅·阿爾瓦雷斯·卡布拉爾（1467年或1468年–1520年）發現了巴西。
1505年，曼努埃尔委派法蘭西斯科·德·阿爾梅達為第一任印度地方總督。
1509年，第二任印度地方總督－「海上雄獅」阿方索·德·阿爾布克爾克為葡萄牙奠定由印度洋通往大西洋、紅海、波斯灣、太平洋的海軍航線的霸業。
1514年，葡萄牙軍隊在曼努埃尔一世在位時於今香港屯門登陸並建立葡佔屯門殖民政權，明朝要求葡人離開否則武力驅趕，又因貿易問題同明朝交惡，於是明葡開战，屯門海戰爆發，葡軍戰败撤出屯門。此战亦是中國王朝與歐洲帝國第一次發生軍事衝突。
曼努埃尔一世在1521年逝世，由其長子若昂三世繼位。

## 家庭
1497年，曼努埃尔與亞拉岡的伊莎貝爾結婚。伊莎貝爾是卡斯提爾女王伊莎貝拉一世和亞拉岡國王費爾南多二世的長女，她在弟弟胡安去世後成為西班牙的王位繼承人。1498年，伊莎貝爾在產下獨子米格爾·達帕茲後去世，後者亦於1500年夭折。
1500年，曼努埃尔與伊莎貝拉的妹妹瑪麗亞結婚，兩人共有6子2女：
1. 若昂三世（1502年—1557年），葡萄牙國王
2. 伊莎貝拉（1503年—1539年），神聖羅馬皇后
3. 比阿特麗絲（1504年—1538），薩伏依公爵夫人
4. 路易斯（英语：Luís of Portugal, Duke of Beja）（1506年—1555年），貝雅公爵
5. 費爾南多（英语：Ferdinand of Portugal, Duke of Guarda）（1507年—1534年），瓜爾達公爵
6. 阿方索（英语：Cardinal-Infante Afonso of Portugal）（1509年—1540年），主教
7. 恩里克一世（1512年—1580年），葡萄牙國王
8. 杜阿爾特（1515年—1540年），基馬拉斯公爵

1518年，曼努埃爾一世與尼德蘭領主費利佩一世與妻子卡斯蒂利亞女王胡安娜一世的長女奧地利的艾莉諾結婚，兩人育有1子1女。
1. 卡洛斯王子（1520年—1521年）
2. 瑪麗亞（1521年—1577年），維塞烏女公爵

| 曼努埃尔一世 (葡萄牙) 阿維斯王朝勃艮第王朝的分支出生于：1469年5月31日逝世於：1521年12月13日 | 曼努埃尔一世 (葡萄牙) 阿維斯王朝勃艮第王朝的分支出生于：1469年5月31日逝世於：1521年12月13日 | 曼努埃尔一世 (葡萄牙) 阿維斯王朝勃艮第王朝的分支出生于：1469年5月31日逝世於：1521年12月13日 |
| 統治者頭銜                                                                                  | 統治者頭銜                                                                                  | 統治者頭銜                                                                                  |
| ------------------------------------------------------------------------------------------- | ------------------------------------------------------------------------------------------- | ------------------------------------------------------------------------------------------- |
| 前任者： 若昂二世                                                                           | 葡萄牙國王 1495年–1521年                                                                    | 繼任者： 若昂三世                                                                           |
| 葡萄牙王族                                                                                  |                                                                                             |                                                                                             |
| 前任者： 阿方索王子                                                                         | 葡萄牙王儲 1491年–1495年                                                                    | 繼任者： 米格爾·達帕斯                                                                      |
| 前任者： 迪奧哥                                                                             | 貝雅公爵 1484年–1495年                                                                      | 空缺下一位持有相同頭銜者：路易斯                                                            |
| 前任者： 迪奧哥                                                                             | 維塞烏公爵 1484年–1495年                                                                    | 空缺下一位持有相同頭銜者：瑪麗亞                                                            |